# Julia Tabakova
Julia Gennadjevna Tabakova (ryska: Юлия Геннадьевна Табакова), född den 1 maj 1980, är en rysk friidrottare som tävlar i kortdistanslöpning. 
Tabakovas främsta meriter har kommit som en del av ryska stafettlag på 4 x 100 meter. Hon blev silvermedaljör vid Olympiska sommarspelen 2004 och bronsmedaljör både vid EM 2002 och VM 2003.
Individuellt är hennes främsta merit en finalplats vid VM inomhus 2004 på 60 meter, där hon slutade sexa. Hon har även varit i semifinal vid Olympiska sommarspelen 2004 och VM 2003 på 100 meter samt i EM 2002 på 200 meter.

## Personliga rekord
- 60 meter - 7,06
- 100 meter - 11,10
- 200 meter - 22,51